# Vaudreuil (ancienne circonscription fédérale)
Pour les articles homonymes, voir Vaudreuil.
Vaudreuil fut une circonscription électorale fédérale, représentée de 1867 à 1914 et de 1968 à 1997.  

## Historique
La circonscription fut initialement créée par l'Acte de l'Amérique du Nord britannique en 1867. En 1914, elle fut fusionnée avec la circonscription de Soulanges pour former Vaudreuil-Soulanges. En 1966, Vaudreuil fut recréée jusqu'en 1997, où elle reprit le nom de Vaudreuil-Soulanges.

## Géographie
En 1966, la circonscription comprenait:
- Une partie de la cité de Pierrefonds, au sud-ouest de Roxboro
- Les villes de Baie-D'Urfé, Beaconsfield, Dorion, L'Île-Cadieux, L'Île-Perrot, Kirkland, Pincourt, Pointe-du-Moulin, Rigaud, Sainte-Anne-de-Bellevue, Sainte-Geneviève et Vaudreuil.
- Les comtés de Soulanges et de Vaudreuil
- Le village de Senneville
- La paroisse de Saint-Raphaël-de-l'Île-Bizard

En 1976, la circonscription fut refaçonnée:
- La circonscription de 1966
- La ville d'Hudson
- La partie sud-ouest de la ville de Dollard-Des Ormeaux

En 1987:
- Les villes de Baie-d'Urfé, Dorion, Hudson, L'Île-Cadieux, L'Île-Perrot, Kirkland, Pincourt, Rigaud, Sainte-Anne-de-Bellevue et Vaudreuil
- Le village de Senneville
- Les comtés de Soulanges et de Vaudreuil

En 1996:
- Les villes de Dorion, Hudson, L'Île-Cadieux, L'Île-Perrot, Pincourt, Rigaud et Vaudreuil
- La Municipalité régionale de comté de Vaudreuil-Soulanges

## Députés
1. 1867-1872 — Donald McMillan, Cons.
2. 1872-1878 — Robert Harwood, Libéral-conservateur
3. 1878-1882 — Jean Baptiste Mongenais, Cons.
4. 1882¹-1891 — Hugh McMillan, Cons.
5. 1891-1892 — Henry Stanislas Harwood, PLC
6. 1892¹-1893 — Hugh McMillan (2), Cons.
7. 1893¹-1904 — Henry Stanislas Harwood, PLC (2)
8. 1904-1914 — Gustave Boyer, PLC

Circonscription de Vaudreuil-Soulanges de 1914 à 1966
1. 1968-1972 — René Émard, PLC
2. 1972-1984 — Harold Thomas Herbert, PLC
3. 1984-1993 — Pierre H. Cadieux, PC
4. 1993-1997 — Nick Discepola, PLC

Circonscription de Vaudreuil-Soulanges depuis 1997
- PC  = Parti progressiste-conservateur
- PLC = Parti libéral du Canada
- ¹   = Élection partielle